# Phyllorhinichthys micractis
Phyllorhinichthys micractis is een straalvinnige vissensoort uit de familie van armvinnigen (Oneirodidae). De wetenschappelijke naam van de soort is voor het eerst geldig gepubliceerd in 1969 door Pietsch.